# Leptocypris lujae
Leptocypris lujae är en fiskart som först beskrevs av Boulenger, 1909.  Leptocypris lujae ingår i släktet Leptocypris och familjen karpfiskar. IUCN kategoriserar arten globalt som livskraftig. Inga underarter finns listade i Catalogue of Life.